# Slaget om Belgien
Slaget om Belgien eller Belgiska fälttåget, ofta kallat 18 dagarsfälttåget i Belgien, var en del av det större slaget om Frankrike, en militäroperation av Nazityskland under andra världskriget. Det ägde rum under 18 dagar i maj 1940 och avslutades med den tyska ockupationen av Belgien till följd av den belgiska arméns kapitulation.
Den 10 maj 1940 invaderades Luxemburg, Nederländerna och Belgien av Tyskland enligt operationsplanen Fall Gelb. De allierade arméerna försökte stoppa den tyska armén i Belgien, då man trodde att det var det innehade den bästa försvarspunkten mot Tyskland. Efter att Frankrike skickade sina bästa arméer till Belgien mellan 10 och 12 maj antog tyskarna den andra fasen av deras operation, en inbrytning genom Ardennerna och fram mot Engelska kanalen. Den tyska armén nådde kanalen efter fem dagar och omringade de allierade arméerna. Tyskarna minskade gradvis de allierade truppernas ficka och tvingar dem tillbaka till havet. Den belgiska armén kapitulerade den 28 maj 1940.
I slaget om Belgien ingick den första stridsvagnsstriden i kriget, slaget vid Hannut. Fram till detta datum var det största stridsvagnsslaget i historien, men som senare skulle överträffas av striderna i det nordafrikanska fälttåget och i Östfronten. I slaget ingick även slaget vid Fort Eben-Emael, där man för första gången genomförde en luftburen operation med hjälp av fallskärmsjägare.
Den tyska officiella historien uppgav att under de 18 dagarna av bittra strider var den belgiska armén tuffa motståndare, och talade om de belgiska soldaternas "extraordinära mod". Belgiens fall tvingade de allierade trupperna att dra sig tillbaka från den europeiska kontinenten. Det brittiska Royal Navy evakuerades därefter från de belgiska hamnarna under Operation Dynamo, vilket fick den brittiska armén att fly och fortsätta med sina militära operationer. Frankrike nådde sin egen vapenvila med Tyskland i juni 1940. Belgien var ockuperat av tyskarna fram till hösten 1944, då det befriades av de västallierade.